# Campo de gelo do norte da Patagónia

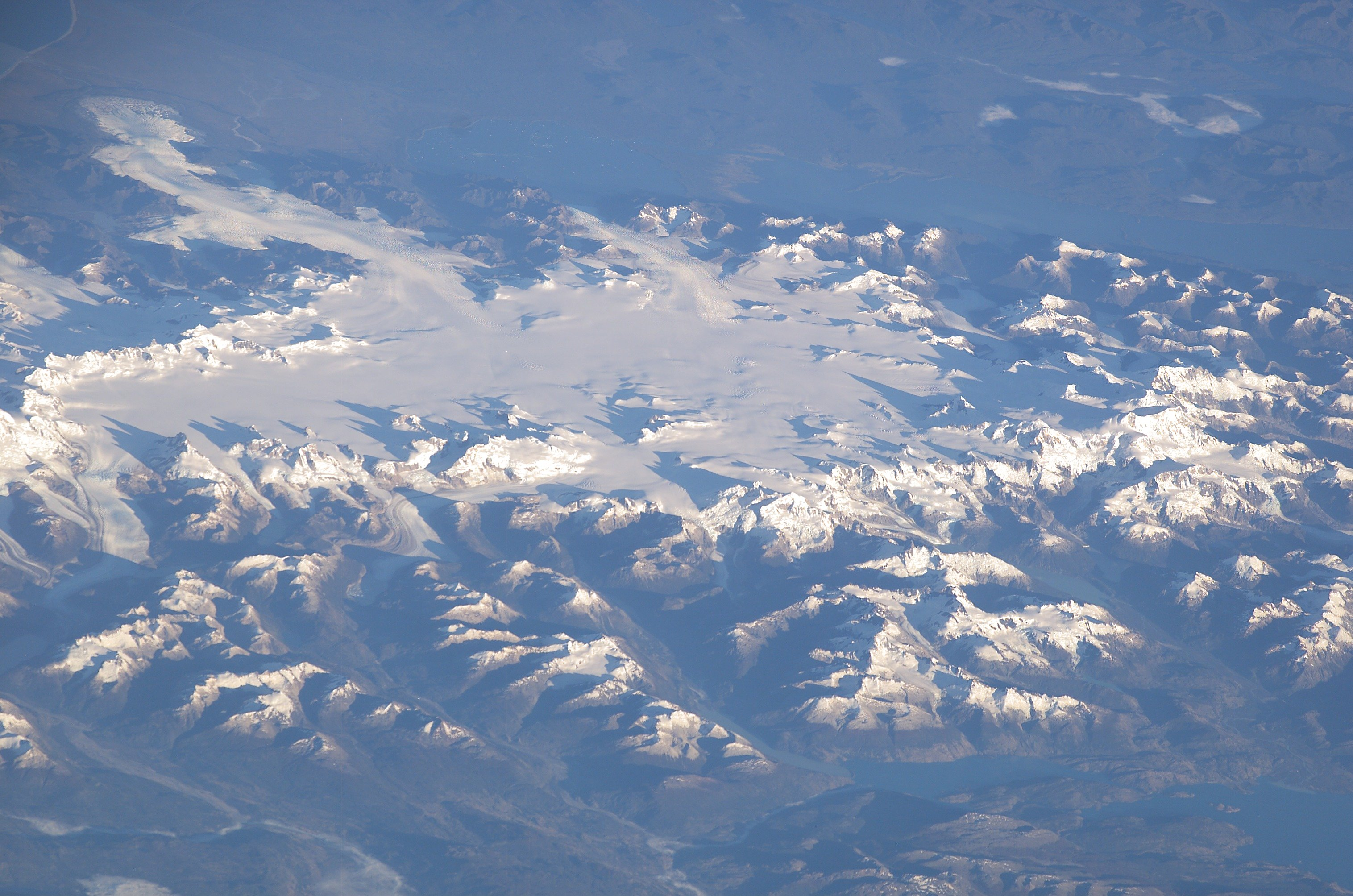
Geleiras do Chile em 2007, Monte San Valentín, Campo de Gelo do Norte da Patagônia

O campo de gelo do norte da Patagónia, situado no Chile (com centro próximo de 47°0′S, 73°30′O), é a designação da menor das duas porções remanescentes do manto de gelo da Patagónia, situado nos Andes. Encontra-se totalmente inserido no Parque Nacional Laguna San Rafael. O campo de gelo do norte da Patagónia é um vestígio do extenso manto de gelo que cobria grande parte da Patagónia há um milhão de anos.
Atualmente com os seus glaciares maioritariamente em regressão e com uma área de apenas 4 200 km², continua a ser a maior massa contínua de gelo situada fora das regiões polares. Mantém-se em grande medida devido à altitude em que se encontra (1 100 a 1 500 m), ao terreno favorável e ao clima marítimo fresco e úmido. O campo de gelo possui 28 glaciares de descarga, com os dois maiores - San Quintin e San Rafael - estendendo-se quase até ao nível do mar na costa do Oceano Pacífico. Os glaciares de descarga menores alimentam numerosos rios e lagos glaciares situados a oriente.